# Синеухий медосос
Синеухий медосос (лат. Entomyzon cyanotis) — новогвинейский и австралийский вид воробьинообразных птиц из семейства медососовых (Meliphagidae), выделяемый в монотипический род синеухих медососов (Entomyzon). Длина тела — 27—30 см.
МСОП присвоил таксону охранный статус «Виды, вызывающие наименьшие опасения» (LC).

## Подвиды
- Entomyzon cyanotis griseigularis — юг Новой Гвинеи и север Австралии (полуостров Кейп-Йорк, на севере Квинсленда)[1];
- Entomyzon cyanotis albipennis — от севера Западной Австралии восточнее через Топ-Энд[англ.] в Северной Территории (включая остров Мелвилл) до крайнего северо-запада Квинсленда[1];
- Entomyzon cyanotis cyanotis — восток Австралии — от полуострова Кейп-Йорк южнее до Виктории и северо-востока Южной Австралии[1].